# Alessio Cremonini
Alessio Cremonini (Roma, 25 giugno 1973) è un regista e sceneggiatore italiano.

## Biografia
Ha cominciato lavorando come assistente alla regia nella serie televisiva Amico mio di Paolo Poeti e poi nel cinema come assistente di Ettore Scola nel film La cena e con Ricky Tognazzi.
Nel 1997 scrive e dirige un cortometraggio a quattro mani con Camilla Costanzo in 35 mm da titolo Marta inserito in un film a episodi I corti italiani presentato alla Mostra d'arte cinematografica di Venezia. Fra i registi che dirigono gli episodi ci sono Gillo Pontecorvo, Ettore Scola, Mario Monicelli, Ricky Tognazzi.
Nel 2000 scrive il film Voci tratto dall'omonimo romanzo di Dacia Maraini per la regia di Franco Giraldi. La sceneggiatura vince il premio Federico Fellini come migliore sceneggiatura. Nello stesso anno scrive anche le puntate per la soap opera Vivere prodotta da Endemol e trasmessa da Canale 5.
Nel 2003 scrive e dirige il tv movie Una famiglia per caso per Rai 1 con Lando Buzzanca e Giovanna Ralli.
Nel 2004 con Camilla Costanzo e Saverio Costanzo scrive la sceneggiatura di Private, per la regia di Saverio Costanzo.
Tra il 2004 e il 2006 è docente al MedFilm Festival.
Nel 2006 scrive e dirige il tv movie La notte breve trasmesso da Rai 2 con Giuliana De Sio.
Continua la carriera da insegnante nel 2009 e il 2011 è docente del master per traduttori e adattatori all'università di Bologna. Tra il 2010 e il 2012 è docente di scrittura creativa alla scuola Act Multimedia.
Nel 2013 scrive, dirige e co-produce insieme a Francesco Melzi d'Eril Border, film girato in arabo sulla guerra siriana. Verrà presentato ai festival di Toronto, Roma, Tokyo, Cleveland e Belfast.
Nel 2017 scrive con Lisa Nur Sultan e dirige Sulla mia pelle, film tratto dal soggetto Via Crucis da lui stesso autonomamente elaborato sulla base di documenti e fatti realmente accaduti riguardante la vicenda di Stefano Cucchi e prodotto dalla Cinemaundici e Lucky Red. Il film è stato presentato in anteprima il 29 agosto 2018 nella sezione Orizzonti della 75ª Mostra internazionale d'arte cinematografica di Venezia, dove è stato il film d'apertura.
Nel 2023 arriverà al cinema il suo nuovo film da regista: Profeti.

## Filmografia

### Cinema

#### Regista
- Border[7] (2013)
- Sulla mia pelle (2018)
- Profeti (2023)

#### Sceneggiatore
- Voci (2000)
- Età apparente (2002)
- Private (2004)
- Border (2013)
- Sulla mia pelle (2018)
- Profeti (2023)

### Televisione

#### Regista
- Una famiglia per caso (2003)
- La notte breve (2005)

#### Sceneggiatore
- Vivere (2000)
- Una famiglia per caso (2003)
- La notte breve (2005)
- San Benedetto - miniserie (2008)

## Riconoscimenti
- David di Donatello
  - 2019 – Miglior regista esordiente per Sulla mia pelle
  - 2019 – Premio David Giovani per Sulla mia pelle
- Ciak d'oro
  - 2019 – Migliore opera prima per Sulla mia pelle[8]
- Premio Sergio Amidei
  - 2020 – Premio alla miglior sceneggiatura cinematografica per Sulla mia pelle
- Bobbio Film Festival
  - 2019 – Premio "Gobbo d'oro" al Miglior film per Sulla mia pelle
  - 2019 – Premio del pubblico per Sulla mia pelle
  - 2019 – Premio "Beppe Ciavatta" Miglior regista esordiente per Sulla mia pelle
- Mostra internazionale d'arte cinematografica di Venezia
  - 2018 – Premio Brian (UAAR, Unione degli Atei e degli Agnostici Razionalisti) per Sulla mia pelle[9]
- Premio Federico Fellini
  - 2000 – Migliore sceneggiatura per Voci